# 島崎孝
島崎孝（しまざき たかし）は、日本の模型飛行機設計者。ラジオコントロール模型飛行機メーカームサシノ模型飛行機研究所の2代目所長（現・代表者）。「鳥人間コンテスト選手権大会」の優勝チーム「みたか＋もばらアドベンチャーグループ」の一員でもあり、その機体の設計者としても知られる。
また紙飛行機にも造詣が深く、第1回ジャパンカップ全日本紙飛行機選手権大会で優勝している。

## 半生
- 1953年、埼玉県に生まれる。
- 高校1年のとき、日の出電工（現テトラ）のスカイビームにフタバのシングルボタン打ちラジオコントロールシステムで初めてラジコン飛行機を飛ばす。
- 1975年1月、ムサシノ模型飛行機研究所に入社。
- 1984年、鳥人間コンテスト用の機体を設計し、みたかアドベンチャーグループとして参加。飛距離は84.8m。
- 1985年、三鷹青年団連絡協議会アドベンチャーグループとして参加した鳥人間コンテストで2位入賞。飛距離は150.45m。
- 1996年、ムサシノ模型飛行機研究所2代目所長に就任。
- 1999年、鳥人間コンテストで優勝。飛距離は345.92m。
- 2003年、鳥人間コンテストで優勝。飛距離は420.48m。
- 2007年、鳥人間コンテストで滑空機部門の最高記録483mを樹立。